# Rozwójka
Die Rozwójka (deutsch Rosawoyka, ehemals Roßlache) ist ein Bach in Danzig (Gdańsk) in der Woiwodschaft Pommern in Polen. Sie mündet bei Gęsia Karczma (Ganskrug) im Stadtbezirk Rudniki (Bügerwiesen/Plehnendorf) in die Martwa Wisła (Tote Weichsel).
Die „Roslache“ wurde 1342 urkundlich genannt. Eine Brücke führte bei Kneipab über den Wasserlauf und verband die Stadt Danzig mit Plehnendorf (polnisch Płonia). Von 1342 bis 1454 war die Roßlache die Grenze zwischen den Gütern der Stadt Danzig mit den Bürgerwiesen und denen des Deutschen Ordens.
Die Roßlache hatte einen Zufluss von der Weichsel bei Klein Plehnendorf (Płonia Mała) und mündete ursprünglich bei Strohdeich (Sienna Grobla) wiederum in die Danziger Weichsel, die damals noch ein bedeutender Mündungsarm war. Im Jahr 1440 wird der Name Rosewoyke erstmals verzeichnet. Sie floss vor dem Weichseldamm, der in der ersten Hälfte des 14. Jahrhunderts erbaut wurde. Das umströmte Gebiet erhielt nach dem Weißen Hof die Bezeichnung Weißhöfer Außendeich. Mit der Rückforter Schleuse wurde westlich von Rückfort (Reduta Płońska) ein Durchlass zur Weichsel geschaffen.

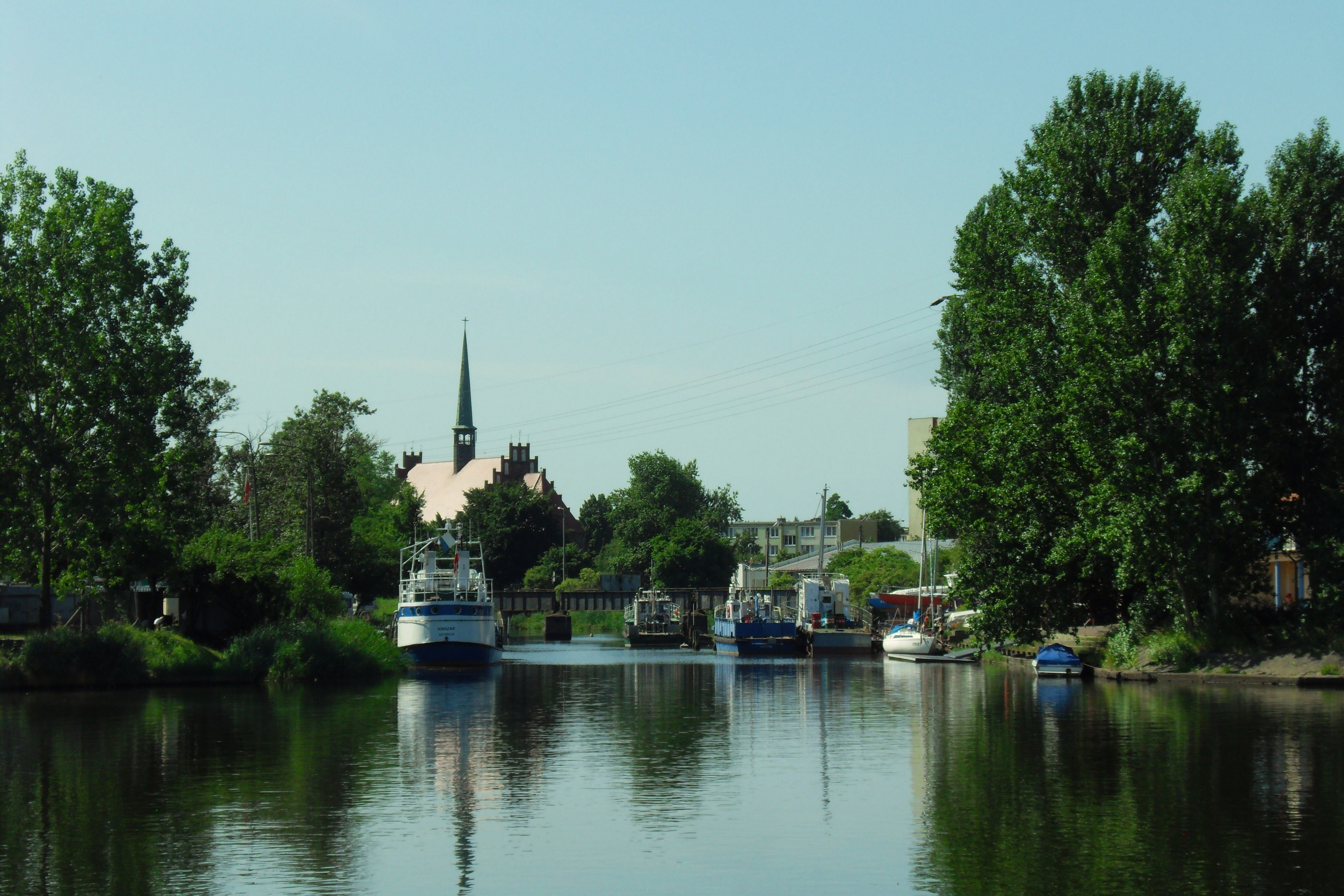
Mündung von Rozwójka und Umfluter in die Tote Weichsel (im Vordergrund)

Der Unterlauf bei Strohdeich wurde vom 16. bis 20. Jahrhundert als Stagneter Graben (Zastały Rów) bezeichnet. Beim Bau der Breitenbach-Brücke (Most Siennicki) wurde dieser Abschnitt verfüllt und vor 1909 eine neue Mündung bei Ganskrug angelegt, die auch das Wasser des Mottlau-Umfluters (Opływ Motławy) aufnimmt.
Ein Zufluss ist die Czarna Łacha (Schwarze Lache). Bedingt durch die Nähe zur Danziger Raffinerie der Grupa LOTOS ist das Wasser höher belastet, als das der anderen Danziger Wasserläufe.